# Poder popular
Poder popular é um slogan político que denota a motivação populista de qualquer movimento social que invoca a autoridade da opinião das comunidades de base e da determinação, geralmente em oposição à das forças corporativas ou políticas convencionalmente organizadas. O protesto pelo poder popular tenta fazer mudanças no processo político de um determinado Estado - refere-se a "revoluções impulsionadas pela mobilização da sociedade civil" que resultam em uma reconfiguração do poder político em um Estado.
Este método depende da participação popular “com base civil” e, portanto, não inclui atos isolados ou protestos sem uma organização abrangente por um grupo de pessoas. O poder popular pode se manifestar como um protesto ou campanha de pequena escala para mudança regionalista; ou como uma ação revolucionária de amplo alcance envolvendo manifestações de rua nacionais, paralisações laborais e greves gerais com a intenção de derrubar um governo e/ou sistema político existente. Com relação às táticas empregadas pelos movimentos do poder popular, tanto a não violência quanto a violência foram usadas ao longo da história: como foi o caso da Revolução do Poder Popular não violenta de 1986, que derrubou o regime de Ferdinand Marcos, ou a revolta violenta na Líbia em 2011.
Os movimentos do poder popular dependem da participação popular e, portanto, são apoiados por civis, em oposição a uma organização governamental ou ala militar. Por esse motivo, acadêmicos e historiadores geralmente consideram a natureza de base dos movimentos do poder popular, pois expressam o descontentamento dos governados.

## História
As origens mais antigas dos protestos de poder popular são frequentemente identificadas como no "terceiro mundo, na segunda metade do século XX". As circunstâncias sociopolíticas e econômicas desse período popularizaram os movimentos populares no Terceiro Mundo. Essas circunstâncias incluem: uma tendência geral de crescente atenção aos direitos humanos em todo o mundo; avanços nas tecnologias de comunicação que permitiram a disseminação de ideias revolucionárias e capacidades organizacionais; censura mínima de cidadãos pelo governo; entre outros. Uma instância especificamente renomada do poder popular é o movimento "flower power" da década de 1960, que foi organizado em oposição à Guerra do Vietnã.

## Objetivos
O consenso acadêmico geral é que os movimentos de poder popular são executados com o objetivo de mudar a estrutura política existente em um determinado país e, na maioria dos casos, instalar um sistema político democrático. Como tal, movimentos sociais ou atos de protesto que tenham um objetivo não associado a uma ideologia política ou movimentos incoerentes sem nenhum objetivo final são considerados excluídos do poder popular.

## Nota
- Este artigo foi inicialmente traduzido, total ou parcialmente, do artigo da Wikipédia em inglês cujo título é «People power».